# Medinella varipes
Medinella varipes là một loài ruồi trong họ Tachinidae.